# 天竜川電力
天竜川電力株式会社（旧字体：天龍󠄂川電力株式會社󠄁、てんりゅうがわでんりょく かぶしきがいしゃ）は、大正末期から昭和初頭にかけて存在した日本の電力会社である。
1926年設立。天竜川における電源開発を目的として設立された電力会社で、長野県南部の南信地方において2か所の水力発電所を建設・運営した。大手電力会社大同電力の傘下にあり、同社社長福澤桃介が初代社長を兼ねた。1931年、同じ大同系の矢作水力により合併された。
天竜川電力が建設した発電所は、その後の変遷を経て中部電力に継承されている。

## 設立の経緯
長野県南部、天竜川流域の伊那谷において最初に電気の供給を開始したのは、飯田市（旧・下伊那郡飯田町）に設立された飯田電灯である。同社は天竜川支流の松川に水力発電所を建設し、1899年（明治32年）より飯田の町へ電気を供給した。続いて1913年（大正2年）には、長野電灯伊那支社の手により伊那市（旧・上伊那郡伊那町）を流れる小黒川にも発電所が建設された。この後、上記の2事業を統合するなど伊那谷の大部分に供給を拡大する伊那電気鉄道やその他の中小事業者により、太田切川・虻川・阿知川などの河川に相次いで発電所が新設されていくが、発電所はすべて天竜川の支流にあり、天竜川本流の開発には手がつけられないでいた。
支流の開発が進む中、天竜川本流では第一次世界大戦後の電力不足を背景として陸続と発電計画が企画され、発電用水利権の出願が殺到した。1915年（大正4年）から1920年（大正9年）にかけて長野県に申請された水利権は計30地点に達し、出願者数は以下の9事業者に国有鉄道を運営する鉄道省を加えた10事業者に及んだ。
- 「天竜電気工業」発起人小口長蔵ほか18名
- 「天竜川電力」発起人若尾謹之助ほか41名
- 「天竜川水力」発起人神戸挙一ほか10名
- 「天竜川水電」発起人岩原謙三ほか26名
- 「竜水電気」発起人草刈琢二ほか6名
- 「天竜川電化工業」発起人磯部保次ほか10名
- 「天竜川電気」発起人山本条太郎ほか8名
- 「天竜電力」発起人茂木惣三郎ほか30名
- 伊那電気鉄道

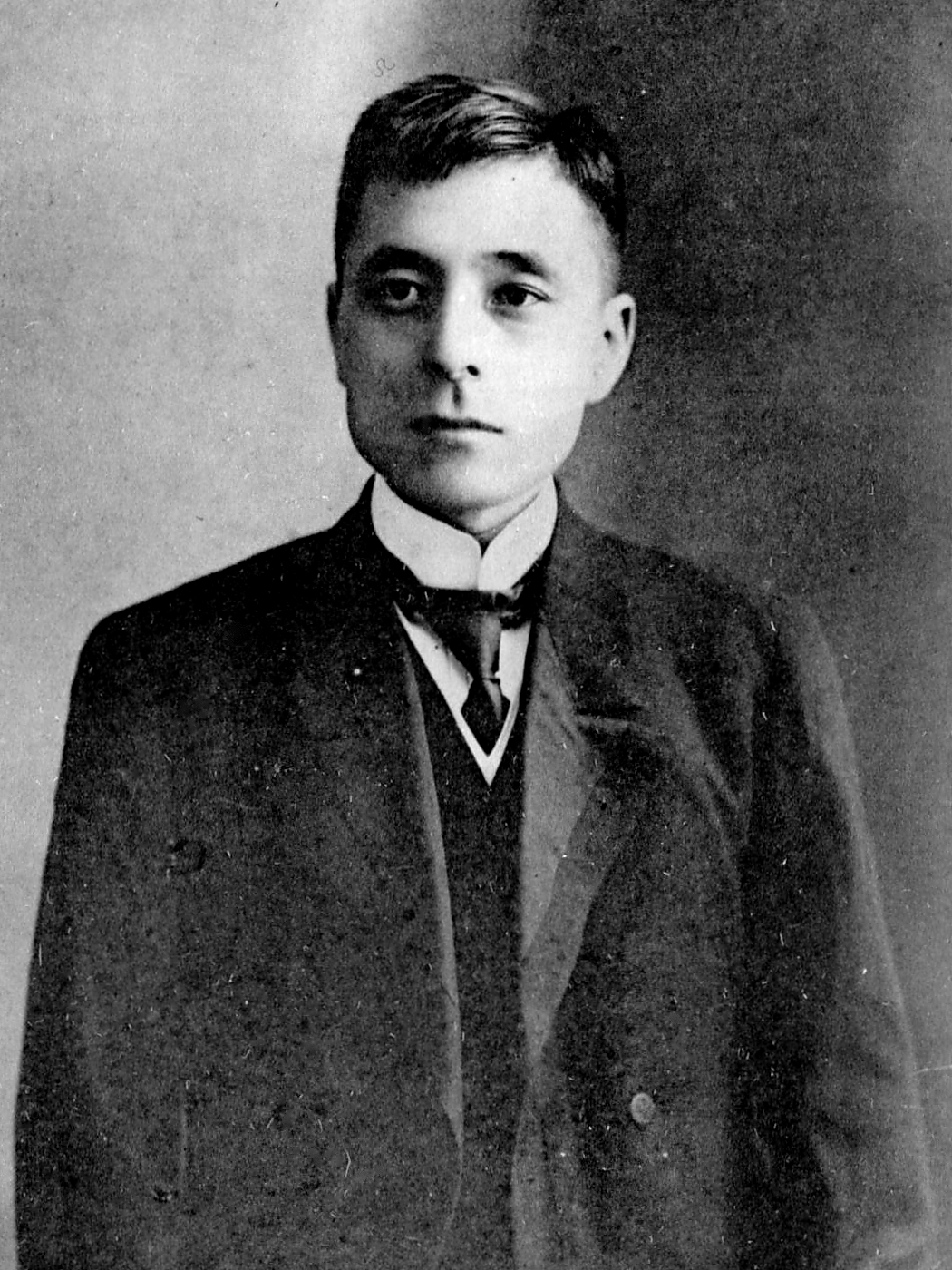
初代社長福澤桃介

このうち、「天竜川水力」が水利権許可を得て会社設立に至った場合には、福澤桃介率いる木曽電気興業が株式の半数を引き受けるという契約があった。また「天竜川電気」も発電所完成の暁には山本条太郎率いる日本水力が発生電力を購入するという予約があった。この木曽電気興業・日本水力は1921年（大正10年）2月に合併し、大同電力となっている。
長野県当局では天竜川水利権の競願について内務省および逓信省と協議し「国家的見地」から1つの事業者に統一して経営すべきとする方針を定めて伊那電気鉄道の伊原五郎兵衛らを招致して競願者の合同を促した。県当局の意向に沿って鉄道省を除いた9事業者は1921年5月に協定を結んで合同し、同年10月には水利権の出願地点を9か所に絞り込んだ計画書を提出した。発電所建設に伴って分断される水上交通の代替交通機関確保の問題など課題を処理するのに時間を要したため水利権の許可は遅れたが、1925年（大正14年）3月28日付で9地点の水利権が「天竜川電力」発起人福澤桃介ほか11名に一括許可されるに至った。翌1926年（大正15年）2月には長野県一円を電力供給区域（電灯供給は不可）とする電気事業経営許可も得ている。
水利権の許可をうけて会社設立の準備がただちに始められたが、これも資本事情から遅れて、1年後の1926年3月5日になってようやく天竜川電力株式会社は創立総会開催に漕ぎつけた。資本金は5000万円（1250万円払込）で、大手電力会社の大同電力を筆頭に伊那電気鉄道、東邦電力、東京電灯などが出資した。初代社長には大同電力社長の福澤桃介が就任。常務取締役は大同から山形要助（工学博士）・後藤一蔵・村瀬末一、伊那電気鉄道から伊原五郎兵衛がそれぞれ選任され、その他の取締役には大同から増田次郎、伊那電気鉄道から渡邊嘉一、東邦電力から田中徳次郎、東京電灯から野村孝、長野電灯から小坂順造がそれぞれ入った。本店所在地は東京市麹町区永楽町1丁目1番地（1929年4月15日付で丸ノ内1丁目6番地1と住所変更）、本社社屋は東京海上ビルであった。
なお、初代社長福澤桃介の辞任により1928年（昭和3年）6月に長男の福澤駒吉が2代目社長に就任している。

## 天竜川の開発
1921年10月に提出された計画書に記載された水利権出願9地点の場所、発電形式・出力はそれぞれ以下の通り。
- 第一水力：上伊那郡伊那村塩田（現・駒ヶ根市東伊那）、水路式、2,832キロワット
- 第二水力：上伊那郡中沢村穴山（現・駒ヶ根市中沢）、水路式、3,763キロワット
- 第三水力：上伊那郡南向村葛島（現・中川村葛島）、水路式、2万1,324キロワット
- 第四水力：下伊那郡喬木村伊久間、水路式、2万3,000キロワット
- 第五水力：下伊那郡竜江村細田（現・飯田市龍江）、水路式、6,058キロワット
- 第六水力：下伊那郡泰阜村明島、ダム水路式、3万837キロワット
- 第七水力：下伊那郡平岡村為栗（現・天龍村平岡）、ダム式、1万6,765キロワット
- 第八水力：下伊那郡平岡村小沢（現・天龍村平岡）、ダム式、2万5,551キロワット
- 第九水力：下伊那郡平岡村途中（現・天龍村平岡）、水路式、1万1,171キロワット

前述の通り上記9地点、総出力14万1,301キロワット分（その後の詳細調査により約21万キロワットに増加）の水利権は1925年3月に許可され、第一・第三水力地点を第一期工事、第六地水力点を第二期工事、その他を第三期工事に区分して、1926年3月の会社設立とともに大久保（第一水力）・南向（みなかた、第三水力）・泰阜（やすおか、第六水力）の各発電所の工事実施に関する準備に着手した。

### 大久保発電所
位置 ： 北緯35度45分42.3秒 東経137度57分35.2秒 / 北緯35.761750度 東経137.959778度

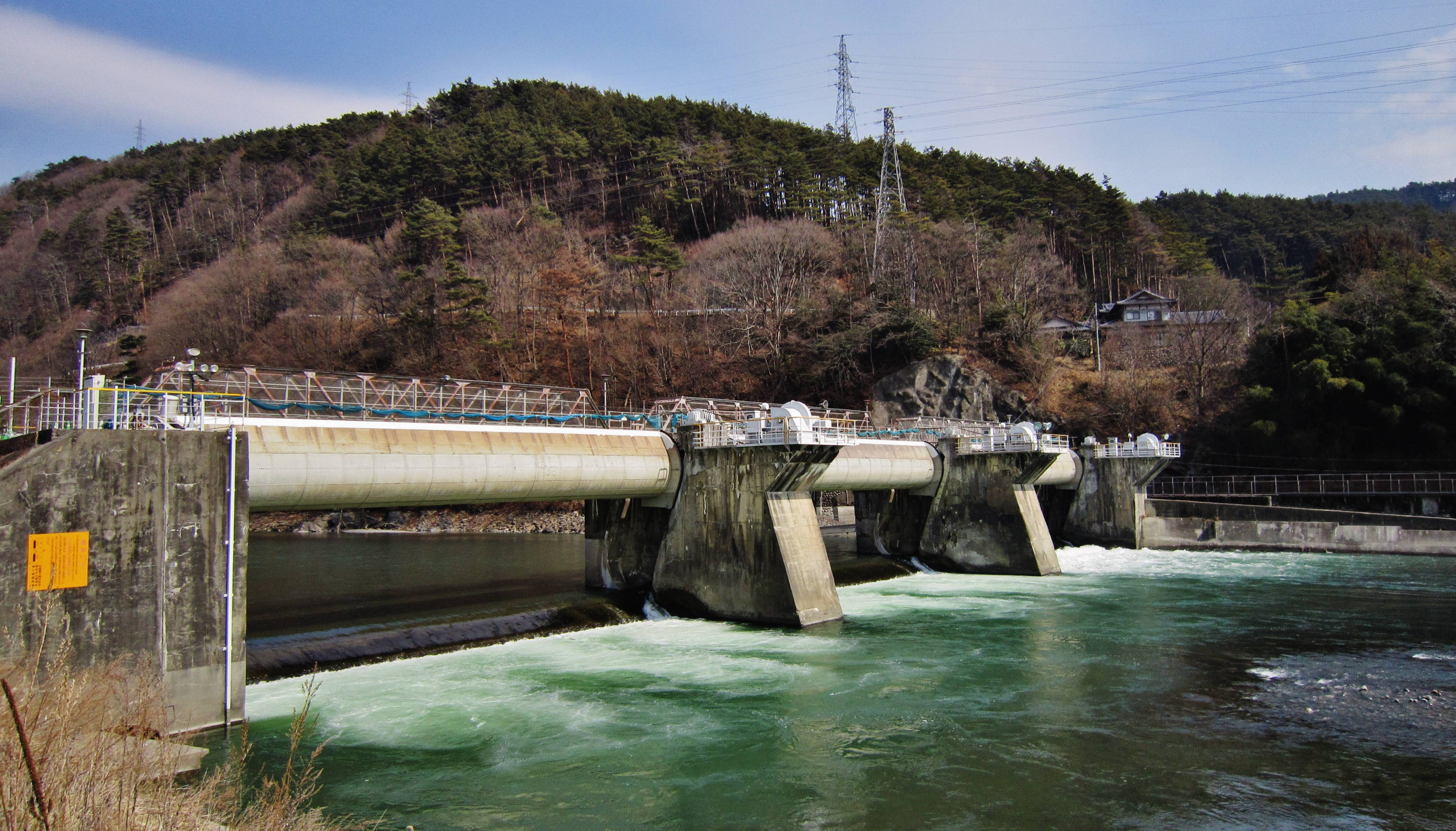
大久保発電所取水用の大久保ダム

天竜川電力が最初に起工したのは、最上流、第一水力地点にあたる大久保発電所である。1926年11月、天竜川本流における最初の水力発電所として着工された。所在地は上伊那郡伊那村字竹ノ内。当初の計画ではこれよりもやや下流に発電所を建設し、出力2,832キロワットを見込んでいたが、発電所位置の変更により実際の出力は1,500キロワットに抑えられた。
発電所には電業社原動機製造所製のフランシス水車と芝浦製作所製発電機各1台が設置され、着工から10か月後の1927年（昭和2年）9月に完成した。運転開始（逓信省からの仮使用認可）は10月14日付である。

### 南向発電所
位置 ： 北緯35度36分38.3秒 東経137度55分52.8秒 / 北緯35.610639度 東経137.931333度

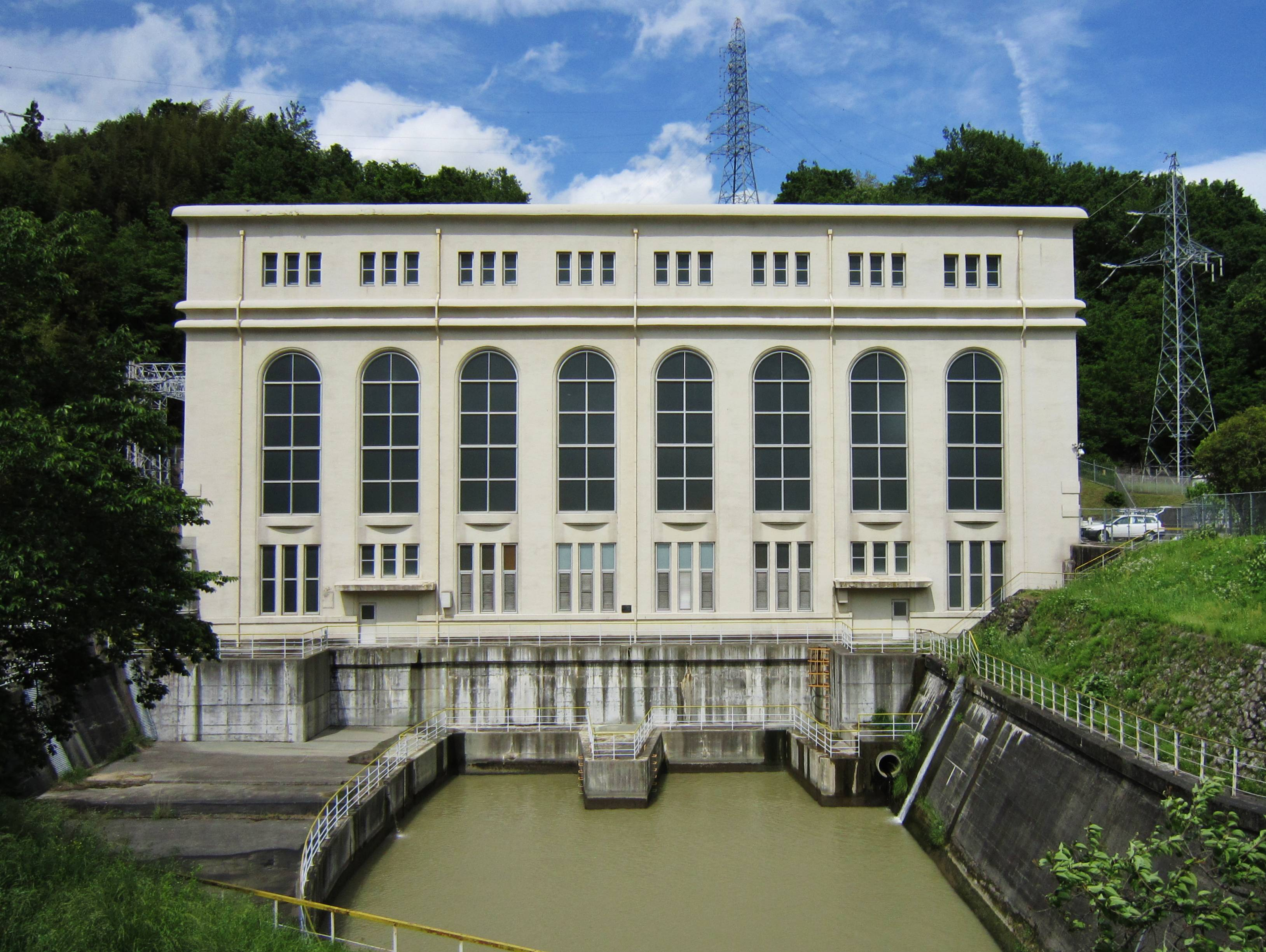
南向発電所建屋

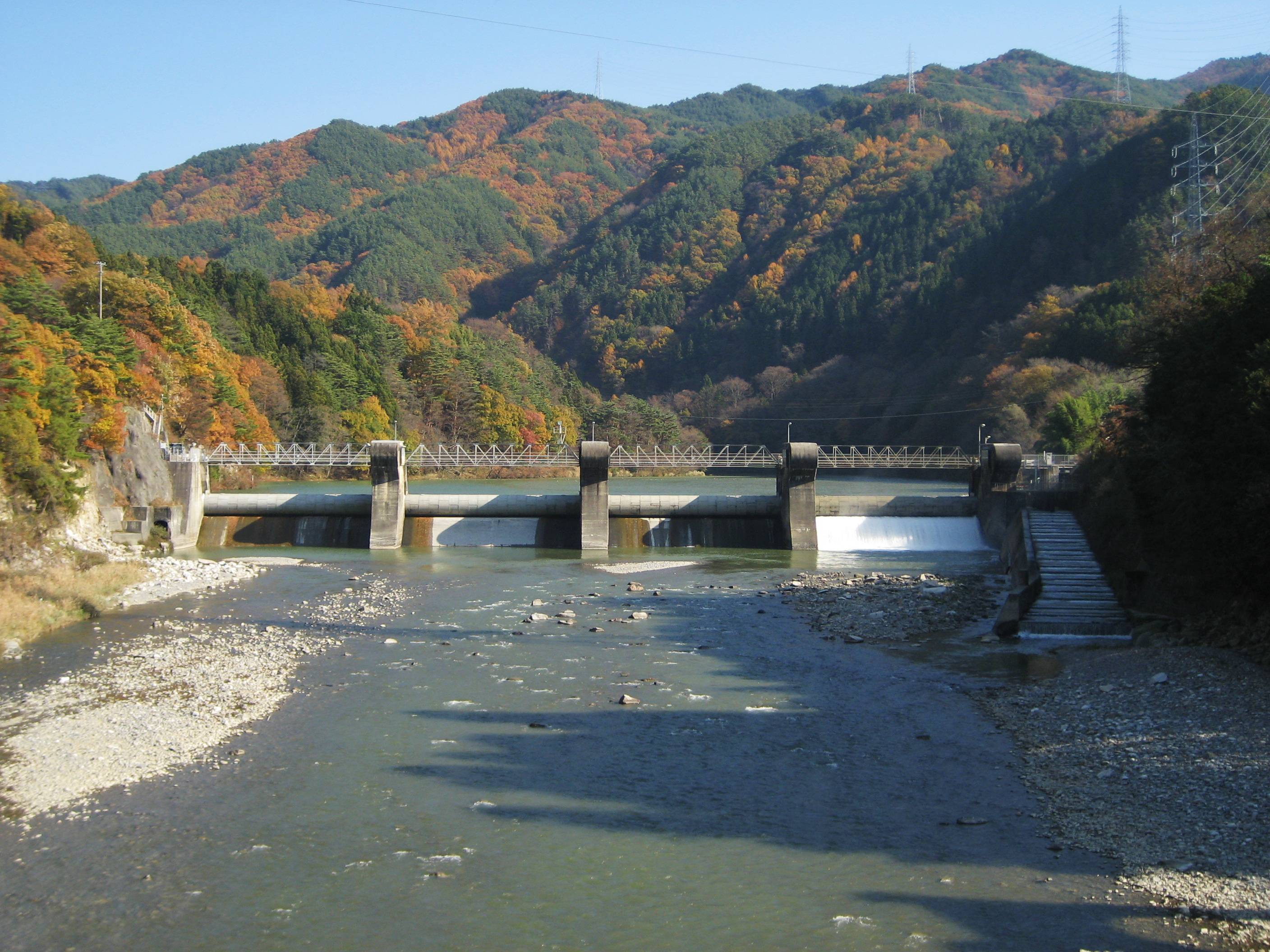
取水用の南向ダム

大久保発電所工事中の1927年2月、天竜川電力は南向発電所の建設に着手する。第三水力地点にあたり、使用水量は当初計画のままとしたが水路を延長して落差を増大させ、出力を2万1,300キロワットから2万4,100キロワットへと増強している。所在地は天竜川左岸の上伊那郡南向村大字葛島字赤岩。1927年9月に大久保発電所との間を結ぶ送電線（送電電圧22キロボルト）が運用を開始してからは同発電所の発生電力を工事に用いて本工事を進め、1929年（昭和4年）1月に完成した。運転開始は同年2月上旬である。
南向発電所は、発電所上流約14キロメートルの地点に天竜川を横断するダム（堰堤）を築造してここから取水し、約11キロメートルの導水路により約80メートルの有効落差を得て発電する設計とされた。ダムは水量調整の機能を持ち、この貯水により渇水期でも最大出力での発電が1日4時間以上可能である。フランシス水車・発電機を各3台（うち各1台は予備）設置しており、水車はボービング (Boving) 製および電業社製、発電機はブラウン・ボベリ製および芝浦製作所製。また変圧器はAEG製のものを設置した。
南向発電所の完成以降、天竜川電力による発生電力はすべて大同電力へと供給された。同社は発電所の建設にあわせて1929年2月、山梨県の日野春まで自社送電線「東京送電線」（送電電圧154キロボルト）を新設し、日野春の釜無川変電所を通じて東京電灯への電力供給を開始した。同送電線は1930年（昭和5年）に横浜市の東京変電所まで延伸され、南向発電所から東京変電所までの全区間が完成している。

### 矢作水力との合併とその後

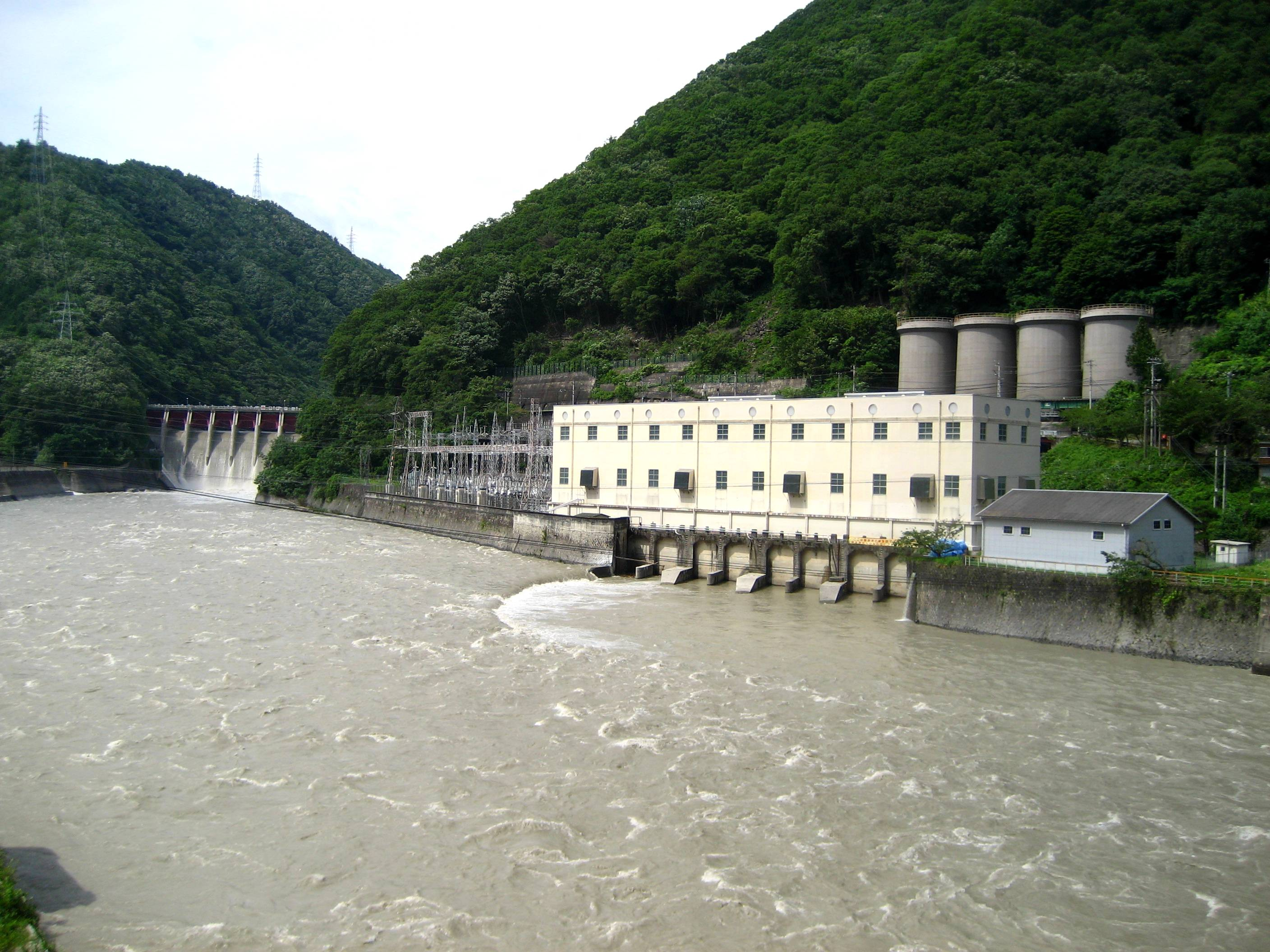
天竜川電力の計画が元となった泰阜発電所

大久保・南向両発電所の建設を終えた天竜川電力は、3番目となる泰阜発電所の建設準備中であったところ、矢作水力株式会社と合併することとなった。同社は1919年（大正8年）に矢作川水系の開発を目的に設立された電力会社であり、福澤桃介が設立に関与して相談役に就任し、天竜川電力と同じく福澤駒吉が社長を務めていた。人的な関係があり、また矢作水力が天竜川水系の阿知川の開発に乗り出したことから合併計画が浮上し、1931年（昭和6年）3月、合併契約の締結に至った。天竜川電力の資本金は5000万円であり、資本金1290万円の矢作水力よりも資本金額では勝っていたが、合併に際して合併比率は1対1（対等合併）、存続会社は矢作水力とされた。同年4月7日両社の株主総会で合併議決、8月5日鉄道省・内務省より合併認可、8月29日逓信省より合併認可と手続きが進められ、11月17日に矢作水力で合併報告総会が開かれて合併手続きが完了した。天竜川電力も同日付をもって解散している。
合併により、天竜川の水利権は天竜川電力から矢作水力へと移転した。矢作水力は計画を引き継ぎ、翌1932年（昭和7年）11月に泰阜発電所の建設に着手。同発電所は最大出力5万2,500キロワットという当時中部地方で3番目の規模を持つ大規模発電所であり、かつ天竜川水系で初めてのダム水路式発電所として1936年（昭和11年）10月に竣工した。
矢作水力はその後、日中戦争から太平洋戦争へと続く戦時下において進展した電力の国家管理強化に伴い、設備を日本発送電などに出資して1942年（昭和17年）4月に解散する。天竜川の発電所3か所（大久保・南向・泰阜）はいずれも矢作水力から日本発送電に引き継がれ、さらに戦後1951年（昭和26年）には中部電力に継承されている。なお、日本発送電の手により第七水力地点の計画を修正した平岡発電所の建設工事が進められ、中部電力発足直後の1951年11月に完成した。

## 三信鉄道への出資

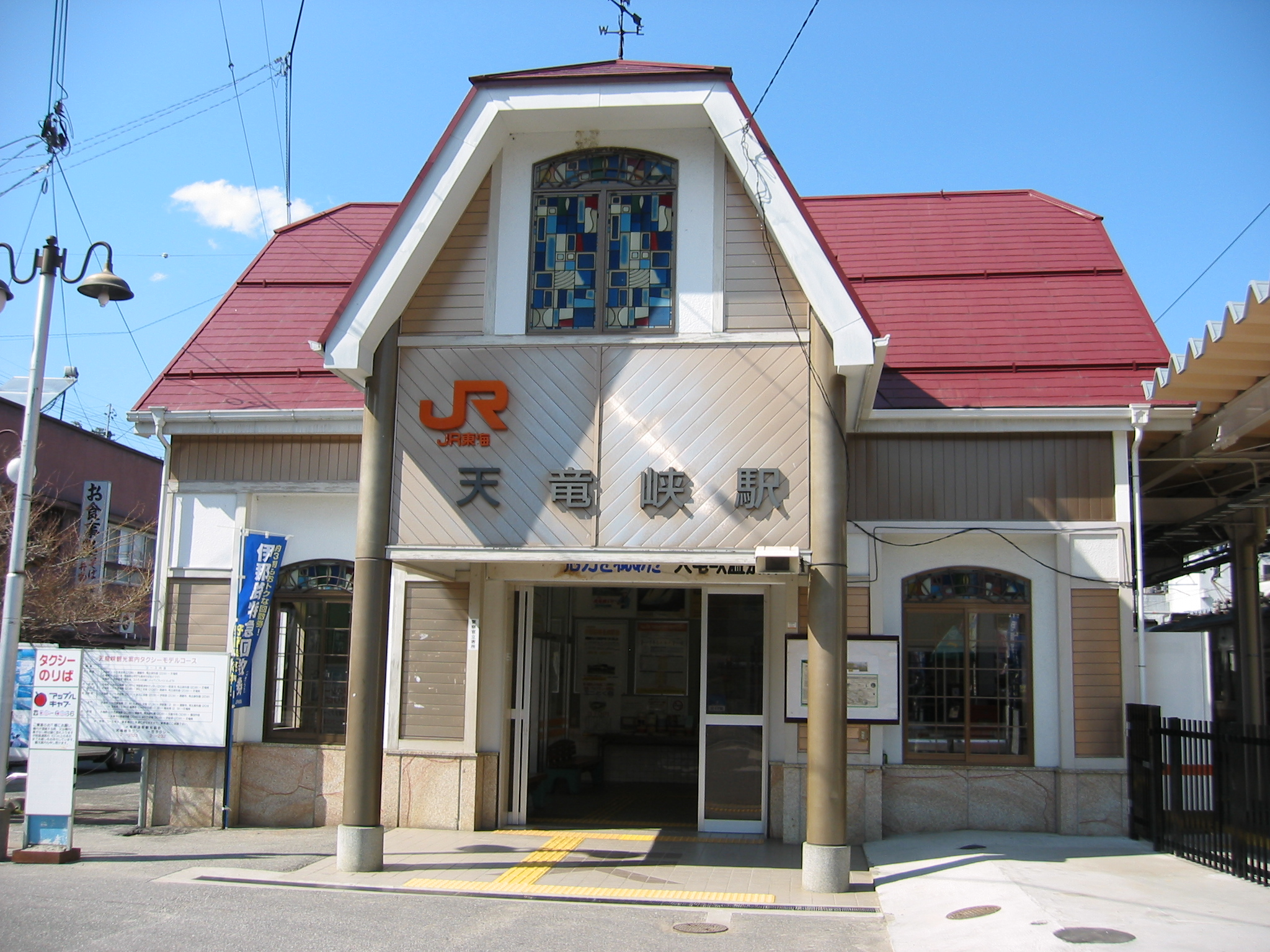
天竜峡駅（2008年）

天竜川電力は1922年（大正11年）3月、長野県下伊那郡泰阜村から下川路村（現・飯田市川路）に至る軽便鉄道敷設免許を申請した。天竜川の水利権許可の条件に、水上交通の代替交通機関として鉄道を敷設することがあったためである。同じ時期「三信鉄道」が企画され、現在のJR飯田線南部にあたる区間を運営していた豊川鉄道・鳳来寺鉄道、飯田線北部にあたる区間を運営していた伊那電気鉄道、それに大手電力会社の東邦電力などが中心となって、鳳来寺鉄道の終点三河川合駅から伊那電気鉄道の終点天竜峡駅（下川路村所在）を結ぶ鉄道敷設の免許を申請した。泰阜村から下川路村までの区間で2つの鉄道計画は重複しており、長野県知事の斡旋で、天竜川電力が軽便鉄道敷設計画を取りやめ、その費用を三信鉄道への出資に振り替えることになった。
三信鉄道株式会社は1927年（昭和2年）12月に発足。当初の資本金は1000万円で、天竜川電力と東邦電力が資本金の25パーセントをそれぞれ出資する筆頭株主であった。三信鉄道は1932年（昭和7年）に最初の区間を開通させ、1937年（昭和12年）に三河川合駅から天竜峡駅までの全線が開通した。同区間は現在のJR飯田線中部にあたる。

## 役員一覧

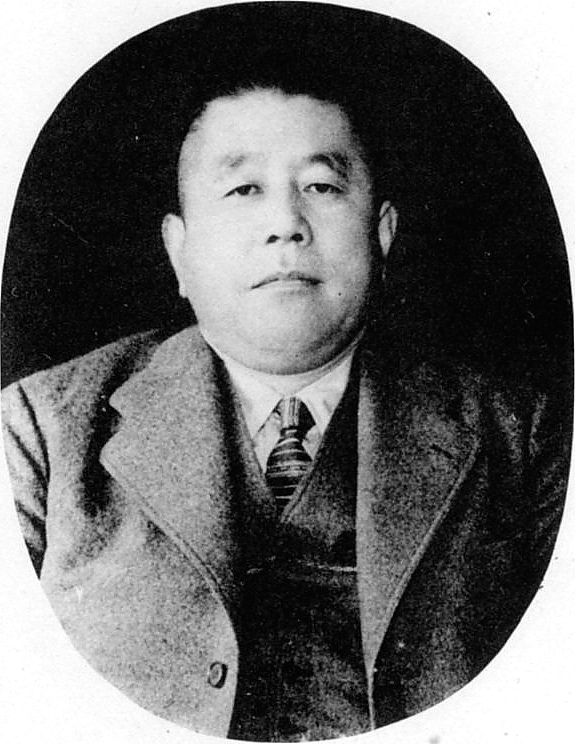
第2代社長福澤駒吉

1926年3月の会社設立に際して選任された取締役・監査役は以下の16名である。
- 代表取締役
  - 福澤桃介 - 社長。大同電力社長[32]。
- 取締役
  - 山形要助 - 常務（技術部長兼[2]）。工学博士、大同電力顧問、元台湾総督府土木局長[33]。
  - 後藤一蔵 - 常務（事務部長兼[2]）。伯爵、後藤新平長男[34]。
  - 村瀬末一 - 常務。大同電力常務（1928年6月以降は副社長）[32]。
  - 伊原五郎兵衛 - 常務。伊那電気鉄道専務[35]。
  - 増田次郎 - 大同電力副社長（1928年6月以降は社長）[32]。
  - 渡邊嘉一 - 伊那電気鉄道社長[35]、大同電力監査役[32]。
  - 田中徳次郎 - 東邦電力専務（1929年まで）[36]。
  - 野村孝 - 東京電灯取締役（1927年まで）[37]。
  - 小坂順造 - 長野電灯社長[35]。
- 監査役
  - 杉山栄 - 矢作水力専務（1928年以降は副社長）[20]。
  - 川崎友之介 - 矢作水力取締役[20]、川崎財閥当主川崎八右衛門の義弟[38]。
  - 松井文太郎 - 福井市の実業家、白山水力取締役[39]。
  - 堀内良平 - 富士身延鉄道社長[40]。
  - 平野桑四郎 - 長野県下伊那郡伍和村の農家、長野県会議員[41]
  - 山田織太郎 - 長野県上伊那郡飯島村の農家、長野県会議員[41]。

16名のうち代表取締役の福澤桃介は1928年（昭和3年）6月9日付で辞任。次いで翌1929年（昭和4年）7月に取締役の小坂順造が辞任した。また1930年（昭和5年）5月には監査役の山田織太郎が在任のまま死去している。これに対し、補欠の役員には以下の2名が就いた。
- 代表取締役
  - 福澤駒吉 - 社長。1928年6月26日付で就任[45]。福澤桃介の長男で矢作水力社長[34]。
- 取締役
  - 石田新一郎 - 1930年6月就任[4]。技術部次長兼務[2][34]。

天竜川電力と矢作水力の合併に際しては、天竜川電力からは山形・後藤が同社常務取締役に、村瀬・伊原・増田・野村・小坂・石田が同社取締役に、松井・堀内・平野が同社監査役にそれぞれ転じている。